# ماري شيرمان مورغان
ماري شيرمان مورغان (بالإنجليزية: Mary Sherman Morgan)‏ هي كيميائية ومهندسة أمريكية، ولدت في 4 نوفمبر 1921 في راي في الولايات المتحدة، وتوفيت في 4 أغسطس 2004.